# 김산옥
김산옥(1979년 4월 9일 ~)은 대한민국의 국악인이다.

## 방송
- 남도에 살어리랏다
- 조선판스타 (2021) - 우승
- 아침마당 (2022년 1월 24일 9062회 방송분)

## 공연
- 광주시립국악관현악단 제126회 정기연주회 <청소년 협연의 밤> (2021)
- 광주시립국악관현악단 제124회 정기연주회 〈송년음악회〉(2020)
- 제7차 ASEM 문화장관회의 개최 기념 공연 (2016)
- 국립아시아문화전당 개관 기념 공연 (2015)

## 수상
- 제9회 영광법성포단오제 전국국악경연대회 일반부 장원 (2008)
- 제8회 박동진판소리명창명고대회 일반부 판소리부문 우수상 (2007)
- 제15회 목포가요제 대상 (2004)

## 라디오
- 빛고을 상사디야 - 진행

## 음반
- 조선판스타 Part.1 (2021)

### 다온소리
- 다산과 마주하다 숨 (2018)